# Vinko Valentar
Vinko Valentar, slovenski hokejist, * 21. marec 1934, Jesenice.
Valentar je bil dolgoletni član kluba HK Acroni Jesenice. Za jugoslovansko reprezentanco je nastopil na Olimpijskih igrah 1964 v Innsbrucku. 